# Бренево (Псковська область)
Бренево (рос. Бренево) — присілок в Куньїнському районі Псковської області Російської Федерації.
Населення становить 11 осіб. Входить до складу муніципального утворення Пухновська волость.

## Історія
Від 2015 року входить до складу муніципального утворення Пухновська волость.

## Населення
| 2001 | 2002 | 2010 |
| ---- | ---- | ---- |
| 26   | ↘16  | ↘11  |